# 李塏
李塏（韓語：이개；1417年—1456年），字淸甫（韓語：청보），號白玉軒（韓語：백옥헌），本貫韓山李氏，朝鲜王朝學者官吏，死六臣之一，高麗儒學家李穡重孫。
他在1436年科舉及第，1441年加入集賢殿，朝鮮文宗於1450年即位後，他於1453年被任命為王世子的老師。
在1455年朝鲜端宗被世祖推翻，他欲使端宗復位，但被另一官員金礩背叛在行動前被逮捕，在酷刑下拒绝認罪被處死刑，後來追諡忠簡（충간）。
李垲所作的时调《房中》通过房中燃烧的蜡烛形象表达了自己与端宗永别的悲痛心情：:562
|  | 房中蜡烛一支，不知与何人想离。只管泪流满面，却未觉心焦如焚。吾同此烛，心焦如焚亦未觉。——李垲《房中》译诗 |